# Абрамув (гмина)
Абрамув (пол. Abramów) — сельская гмина (волость) в Польше, входит как административная единица в Любартувский повет, Люблинское воеводство. Население — 4396 человек (на 2004 год).

## Соседние гмины
1. Гмина Баранув
2. Гмина Гарбув
3. Гмина Камёнка
4. Гмина Курув
5. Гмина Маркушув
6. Гмина Михув
7. Гмина Жыжин